# Nova
Pour les articles homonymes, voir Nova (homonymie).
Ne doit pas être confondu avec Supernova.
 (juin 2018).
Si vous disposez d'ouvrages ou d'articles de référence ou si vous connaissez des sites web de qualité traitant du thème abordé ici, merci de compléter l'article en donnant les références utiles à sa vérifiabilité et en les liant à la section « Notes et références ».

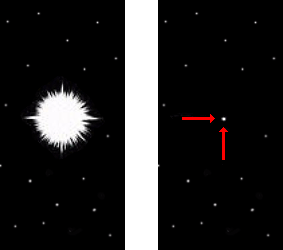
Une nova pendant et après son explosion.

Une nova est un événement astronomique transitoire qui conduit à l'apparition soudaine d'une étoile qui devient très brillante, l'augmentation de son éclat étant comprise entre 7 et 19 magnitudes. Cette vive luminosité ne dure que quelques jours, et l'étoile reprend ensuite progressivement son éclat initial sur une période s'étalant de quelques mois à plusieurs années voire décennies.
Toutes les novas impliquent des naines blanches qui sont en couple avec une étoile de type K à M  sur une orbite rapprochée. Ce compagnon peut être une géante, une sous-géante ou une étoile sur la séquence principale, et la période orbitale du système est de 0,05 à 230 jours.
Le mot nova est emprunté au latin à partir de l'expression stella nova, « étoile nouvelle ». Le pluriel peut être novæ ou novae, même si novas est également une forme correcte en français. Les astronomes qui les découvraient les considéraient en effet comme de nouvelles étoiles, puisqu'elles apparaissaient là où ils ne voyaient pas d'étoile précédemment, et les ont ainsi appelées des novas.
Certaines novas sont récurrentes, et ont subi plusieurs explosions depuis qu'elles ont été observées, avec des intervalles de l'ordre de plusieurs décennies.

## Principe général

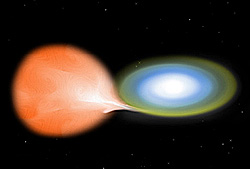
Vue d'artiste d'un système binaire composé d'une naine blanche (à droite) capturant l'hydrogène d'un compagnon, structure pouvant donner lieu à une nova.

La connaissance de ce phénomène provient principalement de l'étude spectrographique des novas. Les étoiles qui deviennent des novas sont appelées prénovas. La subite augmentation de la brillance est due à un système stellaire binaire de forte excentricité, qui est très rapproché pendant seulement quelques heures. L'une des deux étoiles est une naine blanche et l'autre est soit une étoile sur la séquence principale, soit une étoile en voie de devenir une géante rouge. Ce compagnon remplit entièrement son lobe de Roche et c'est alors que le processus de transfert s'amorce.
Le compagnon perd de sa masse, qui déborde du lobe, au profit de la naine blanche par l'intermédiaire du point de Lagrange. Ceci forme un disque d'accrétion autour de la naine blanche avant de tomber sur l'étoile. Les gaz ainsi capturés sont principalement de l'hydrogène et de l'hélium, les deux principaux constituants de la matière dans l'Univers. Ces gaz sont écrasés à la surface de la naine blanche par son énorme gravité, comprimés et chauffés à des températures de l'ordre de la dizaine de millions de kelvins, pendant que de la matière additionnelle continue à s'ajouter.
À un certain moment, les pression et température de la couche d'hydrogène deviennent assez grandes pour déclencher une explosion thermonucléaire qui convertit rapidement une grande quantité d'hydrogène en hélium et engendre d'autres éléments plus lourds.
La masse de réactifs nucléaires est de l'ordre de celle d'une planète : 1020 à 1021 tonnes, ce qui dégage très vite une énergie de l'ordre de 1038 à 1039 joules.
L'énergie libérée par ce processus expulse les gaz de la couche de surface de la naine blanche dans l'espace et produit un éclat extrêmement lumineux mais de courte durée.
Au moment de l'explosion, le spectre se rapproche de celui des supergéantes, mais avec un déplacement de toutes les raies vers le violet, proportionnellement à leurs longueurs d'onde. L'interprétation de ce décalage est que le rayonnement lumineux est émis par un gaz en expansion qui s'échappe de la surface de l'étoile à des vitesses de l'ordre de 1 000 km/s. Cette expansion, qui provoque un refroidissement, explique l'extinction rapide de la nova.

## Sous-types
Plusieurs types de novas, qui se basent principalement sur la vitesse à laquelle leur luminosité décroît, sont distingués : 
- les novas rapides (NA), dont la luminosité s'accroît rapidement, puis qui décroît d'au moins 3 magnitudes en 100 jours ou moins (exemple : GK Persei) ;
- les novas lentes (NB), dont la luminosité décroît de 3 magnitudes en plus de 150 jours après le maximum (exemple : RR Pictoris) ;
- les novas très lentes (NC), également appelées novas symbiotiques, dont la luminosité s'accroît très lentement, qui restent à leur maximum de luminosité durant plus de dix ans, avant de s'affaiblir très lentement. Dans ces systèmes, les compagnons sont probablement des étoiles sous-géantes ou géantes (exemple : RR Telescopii).

### Novas récurrentes
Une naine blanche peut produire des novas à de multiples reprises tant que de l'hydrogène provenant de son étoile compagne continue à s'accumuler à sa surface. Un exemple est RS Ophiuchi, dont on connait sept éruptions (en 1898, 1933, 1958, 1967, 1985, 2006 et 2021).
Cependant, tôt ou tard, l'étoile compagne ne déversera plus sa matière ou la naine blanche finira à en accréter assez pour produire une supernova thermonucléaire et être complètement détruite.
C'est un peu semblable à une supernova de type I ; cependant, en général les supernovas impliquent des processus différents et des énergies beaucoup plus élevées et ne devraient pas être confondues avec les novas ordinaires.
Quelques novas récurrentes :
- T Coronae Borealis
- RS Ophiuchi
- T Pyxidis